# N-431

La N-431 es una carretera nacional española que une Sevilla con la frontera de Portugal por la costa de Huelva. Ha quedado relegada a una utilidad de vía de servicio tras la construcción de la E-1/A-49 (Autovía del V Centenario).
Parte de su recorrido, el tramo entre Sevilla y Huelva, fue transferido a la Junta de Andalucía en la década de 1990, la cual lo rematriculó como A-472. En el último cambio de sistemas de matriculación de la Red de Carreteras de la Junta de Andalucía se renombró como A-8076 el tramo entre Sevilla y Sanlúcar la Mayor y como A-5000 el tramo entre San Juan del Puerto y Huelva, al tener una clara vocación metropolitana.